# Аджи-Коба
Аджи-Коба — пещера на горном массиве Караби-яйла (Белогорский район, Крым). Как и большинство крымских пещер, Аджи-Коба имеет несколько созвучных названий (Аджи-Коба, Хаджи-Коба, Ауджа-Коба). В свободном переводе с тюркских наречий — «Горькая пещера», «Пещера путешественника» (хаджи).

## Описание
Археологические раскопки показали, что пещера была убежищем неандертальцев. Десятки тысячелетий Аджи-Коба была жилищем человека. Во все времена она служила убежищем охотников. Само название Аджи-Коба, по мнению ученых, — искаженное Ауджа-Коба, то есть «Охотничья пещера». Кроманьонцы также жили в пещере Аджи-Коба, под самым краем яйлы.
При раскопках палеолитической стоянки в пещере Аджи-Коба попадались и осколки кизилкобинской керамики.